# Dromioidea
Dromioidea is a superfamilie van krabben waarvan de meeste voorkomen in Madagaskar, maar ook voor de Belgische kust wordt —weliswaar zelden— een exemplaar aangetroffen. Dromia personata  is in de Nederlandse wateren voor het eerst in augustus 2016 waargenomen.

## Systematiek
De Dromioidea omvat volgende families:
- Dromiidae  De Haan, 1833 (Wolkrabben)
- Dynomenidae  Ortmann, 1892

### Uitgestorven
- Diaulacidae  †  Wright & Collins, 1972
- Etyiidae  †  Guinot & Tavares, 2001